# 加藤哲夫 (放送)
加藤 哲夫（かとう てつお、1935年5月-）は、日本の元テレビプロデューサー、元KBS京都代表取締役社長。

## 経歴
- 京都府出身。
- 日本大学在学中は、三浦朱門、渡辺俊平、野田高梧、菊島隆三、牛原虚彦、田中栄三らの講義を受けた。毒蝮三太夫は同級。
- 1959年に日本大学芸術学部映画学科を卒業後、関西テレビに入社。数多くのドラマ演出を経験。後に産経新聞社出向、1990年に総務局長、1993年に取締役編成制作局長、1995年に常務取締役、1997年に専務取締役を歴任。
- 1998年にテレビ長崎副社長、1999年にテレビ愛媛社長、2002年にKBS京都社長、2005年にテレビサの番組放映の問題で同社長を辞任。

## 担当番組
- 仮面の忍者 赤影（プロデューサー）
- 大奥（1968年版）（プロデューサー）
- あゝ忠臣蔵（プロデューサー）
- 騎馬奉行（企画）
- 風の武士（演出）
- 先生お・み・ご・と!（プロデューサー）
- 月曜サスペンスシリーズ（制作）

## 関連人物
- 渡辺岳夫 - 数多くの映画・テレビドラマ・アニメ作品の劇伴音楽を手掛けた作曲・編曲家。加藤とは、自身が演出を手掛けたテレビドラマ『風の武士』に渡辺が音楽担当として関わった頃から親交が始まり、以後渡辺が亡くなる1989年頃まで数十年に渡り親交を続けた。加藤は渡辺の事を「岳夫ちゃん」と呼んで親しんでおり、渡辺の逝去から約2ヶ月後に関西テレビで放送された『渡辺岳夫の世界』が1991年頃に『決定版・渡辺岳夫の世界』（キングレコード）のタイトルでVHSビデオソフトとして発売された際にも、付属のブックレットに弔文を寄せ、渡辺との思い出を語っている。